# Impatiens reticulata
Impatiens reticulata är en balsaminväxtart som beskrevs av Nathaniel Wallich. Impatiens reticulata ingår i släktet balsaminer, och familjen balsaminväxter. Inga underarter finns listade i Catalogue of Life.